# Contea di Vernon (Wisconsin)
La contea di Vernon (in inglese, Vernon County) è una contea dello Stato del Wisconsin, negli Stati Uniti. La popolazione al censimento del 2000 era di 28 056 abitanti. Il capoluogo di contea è Viroqua.

## Località

### Città
- Hillsboro
- Viroqua (capoluogo)
- Westby

### Villaggi
- Chaseburg
- Coon Valley
- De Soto (in parte nella Contea di Crawford)
- Genoa
- La Farge
- Ontario
- Readstown
- Stoddard
- Viola (in parte nella Contea di Richland)

### Towns
- Bergen
- Christiana
- Clinton
- Coon
- Forest
- Franklin
- Genoa
- Greenwood
- Hamburg
- Harmony
- Hillsboro
- Jefferson
- Kickapoo
- Liberty
- Stark
- Sterling
- Union
- Viroqua
- Webster
- Wheatland
- Whitestown